# Estadio Nacional de Hockey de Argentina
El Estadio Nacional de Hockey de Argentina es un estadio de hockey sobre césped ubicado en Quilmes, Gran Buenos Aires, Argentina. Se utiliza principalmente para partidos de la rama de hockey del club Quilmes,así como para partidos internacionales las selecciones argentinas de hockey sobre césped. Cuenta una capacidad para 6.000 espectadores.

## Historia
El estadio fue inaugurado en 1999 y este pasó a ser administrado por el Quilmes Atlético Club a fines de 2011.

## Infraestructura
Esta instalación deportiva posee un campo sintético de agua, una tribuna de cemento con capacidad para 6.000 espectadores, cuatro vestuarios totalmente equipados, salas de prensa, oficinas, enfermería y cabina de transmisión.
Además cuenta con una iluminación totalmente renovada de última generación instalada durante el mes de noviembre de 2011.